# Philophylla nigrofasciata
Philophylla nigrofasciata är en tvåvingeart som först beskrevs av Zia 1938.  Philophylla nigrofasciata ingår i släktet Philophylla och familjen borrflugor. Inga underarter finns listade i Catalogue of Life.